# A (kana)
あ　(Hiragana) en ア　(Katakana) zijn karakters van het Japanse alfabet. あ en ア zijn de eerste karakters in het alfabet.

## Schrijfvolgorde
| Stroke order in writing あ | Stroke order in writing ア |

De Hiragana あ wordt geschreven met drie lijnen:
1. Begin eerst met een lijn van links naar rechts.
2. Maak dan een verticale lijn die dwars door de eerste lijn gaat.
3. Maak dan, onder, een lus, als de Japanse Hiragana の.

De Katakana ア wordt geschreven met twee lijnen:
1. Begin met een lijn van links naar rechts, met daarna (zonder de pen van het papier te halen) een korte diagonale lijn naar links.
2. Maak hierna een verticale lijn met een bocht, die tegen de korte diagonale lijn aan staat.

## Het Japanse alfabet
| n | wa | ra | ya | ma | ha | na | ta  | sa  | ka | a |
|   | wi | ri |    | mi | hi | ni | chi | shi | ki | i |
|   |    | ru | yu | mu | fu | nu | tsu | su  | ku | u |
|   | we | re |    | me | he | ne | te  | se  | ke | e |
|   | wo | ro | yo | mo | ho | no | to  | so  | ko | o |